# Girolamo Gherarducci
Beato Girolamo da Recanati, nato Girolamo Gherarducci (Recanati, ... – Recanati, 12 marzo 1350), è stato un presbitero italiano.
È venerato come beato dalla Chiesa cattolica.

## Biografia
Della vita del beato Girolamo da Recanati si sa molto poco. Nacque, visse e morì a Recanati, nelle Marche, dove divenne un sacerdote dell'Ordine degli Eremitani di Sant'Agostino. In un periodo in cui imperversavano lotte fratricide, spese la sua vita per acquietare gli animi e ricondurli alla pace.

## Culto
Il corpo è sepolto a Recanati, nella chiesa di Sant'Agostino. Il suo nome è legato alla sua opera di concordia e pacificazione tra i popoli.
La sua beatificazione fu confermata da papa Pio VII, nel 1804.
È venerato il 12 marzo, giorno in cui fino agli inizi del XX secolo i recanatesi, per commemorarlo, erano soliti nominare dei pacieri per le future liti che potessero scoppiare in città.